# Lijst van betaaldvoetbalclubs in Kazachstan
Dit is een overzicht van alle voetbalclubs die in het heden of het verleden hebben deelgenomen aan het betaalde voetbal in Kazachstan.

## A
- Ajar FK Kökşetaw
- FC Aktobe Lento
- FC Aktobe Zhas
- FC Almaty
- Asbest Zhetigara
- FK Atyrau
- Ayat Rudny

## B
- Batyr Ekibastuz
- Bolat MSK Temirtau
- Bolat-CSKA Temirtau

## C
- Caspi Aktau
- Cesna Almaty

## E
- Ekibastuzets Ekibastuz
- Energetik Pavlodar
- Eurasia Astana

## G
- Gornyak Chromtau

## I
- Irtysh Pavlodar

## K
- Kairat Almaty
- Kaisar Kyzylorda
- Khimik Stepnogorsk

## M
- Munali Atyrau

## O
- Okzhetpes Kokshetau
- Ordabasy Chimkent

## S
- FK Semey Semipalatinsk
- Shakhtyor Karaganda
- Shakhtyor Yunost Karaganda

## T
- FK Taraz
- Tobol Kostanay

## U
- AY Universiteti Turkestan

## V
- Vostok Ust-Kamenogorsk

## Y
- Yesil Bogatir Petropavlovsk

## Z
- Zhambil Taraz
- Zhastar Uralsk
- Zheleznodorozhnik Almaty
- Zhenis Astana
- Zhetisu Taldikurgan